# しぜんとあそぼ
『しぜんとあそぼ』は、NHK教育テレビジョン（Eテレ）で1990年4月6日から2022年3月29日まで放送された幼児向けの自然ドキュメント番組（環境番組）。

## 概要
1990年4月6日に『ともだちいっぱい』の金曜日枠としてスタート。『ともだちいっぱい』が終了した1995年度より、タイトルのみを残して内容を大幅にリニューアルした（後述）。開始当初はモノラル放送、1990年度後半よりステレオ放送、1990年代後半から全編ハイビジョン制作・レターボックス放送開始。
2013年3月30日に『つくってあそぼ』が終了してからは、『ともだちいっぱい』枠で始まった番組のうち唯一の存続番組となっていた。
2022年3月29日をもって放送を終了し、32年に渡る番組の歴史に幕を下ろした。本番組の終了により、『ともだちいっぱい』ゾーンの番組は名実共に消滅した。
NHK for Schoolでは番組終了後も配信されている。

## 内容
1990 - 1994年度（ともだちいっぱい しぜんとあそぼ）
前半5分程度は、『ともだちいっぱい』枠の他曜日と同様、モンタ・ソラミ・ゴロリ・ヒョロリがトマリンコひろばで色々なことをして遊ぶという形。
後半10分間が本編で、うしおお姉さん（橋本潮）とヒョロリ（声：津久井教生）が「モリリンコのもり」に住む生き物を望遠鏡で観察する、という設定で、うしおお姉さんとヒョロリのトークとともに毎週異なる生き物の生態を観察するという内容。
1995年度 - 2021年度（しぜんとあそぼ）
スタジオパートを廃し全編を通して週替わりの著名人1名によるナレーションに乗せて、毎週異なる生き物の生態を伝える構成にリニューアル。本枠で13年間続いた『みんなのせかい』のようなドキュメンタリー形式に回帰する形となった。2001年度以降はアナログハイビジョンも廃止されてデジタルハイビジョンカメラの使用が開始された。
生き物以外にも、植物や雲など、自然にある様々な物がテーマになる。現在は2007年頃に放送されたものを順番を変えて再放送している。大体、放送する頃の季節によく見られる生き物がテーマになることが多い。

## 放送時間
いずれも日本時間。
ともだちいっぱい しぜんとあそぼ
『ともだちいっぱい』開始当初から終了まで一貫して金曜日10:30枠を本放送、木曜日9:15枠を再放送に充てていた。他に『母と子のテレビタイム』内における夕方の『幼保の時間』の再放送枠（水曜日）でも放送。
- 1990年度 - 1991年度
  - 金曜日 10:30 - 10:45
  - 水曜日 16:00 - 16:15（再放送）
  - 木曜日 09:15 - 09:30（再放送）
- 1992年度
  - 金曜日 10:30 - 10:45
  - 水曜日 16:25 - 16:40（再放送）
  - 木曜日 09:15 - 09:30（再放送）
- 1993年度
  - 金曜日 10:30 - 10:45
  - 水曜日 16:30 - 16:45（再放送）
  - 木曜日 09:15 - 09:30（再放送）
- 1994年度
  - 金曜日 10:30 - 10:45
  - 水曜日 16:05 - 16:20（再放送）
  - 木曜日 09:15 - 09:30（再放送）

しぜんとあそぼ
- 1995年度 - 1996年度
  - 木曜日 10:30 - 10:45
  - 火曜日 16:05 - 16:20（再放送）
  - 水曜日 09:15 - 09:30（再放送）
- 1997年度 - 2008年度
  - 木曜日 10:30 - 10:45
  - 水曜日 09:15 - 09:30（再放送）
- 2009年度
  - 木曜日 10:30 - 10:45
- 2010年度
  - 木曜日 10:30 - 10:45
  - 金曜日 10:30 - 10:45（再放送）
  - 水曜日 09:15 - 09:30（再放送）
  - 木曜日 09:15 - 09:30（再放送）
- 2011年度
  - 土曜日 07:45 - 08:00
  - 火曜日 15:45 - 16:00（再放送）
- 2012年度 - 2013年度
  - 火曜日 10:00 - 10:15
  - 土曜日 06:45 - 07:00（再放送）
  - 翌週火曜日 15:45 - 16:00（再放送）
- 2014年度
  - 土曜日 06:45 - 07:00
  - 火曜日 10:00 - 10:15（再放送）
  - 火曜日 15:45 - 16:00（再放送）
- 2015年度 - 2021年度
  - 火曜日 15:45 - 16:00
  - 隔週金曜日 10:00 - 10:15（ミミクリーズ+5分番組との隔週）

## 主なナレーション担当者
多くの俳優、声優、タレントがナレーションを担当している。
- 渡辺徹 　「うさぎ」「もず」「きのこ」「かまきり」「き」「たんぼのいきもの」など - 最もナレーション担当回数が多い。 また、当番組以外にも『地球ドラマチック』など他の同局の動物番組で多数ナレーションを担当していた。
- 林原めぐみ　「くらげ」「すずめ」「かたつむり」「とのさまばった」 - 『ともだちいっぱい』にも出演していた。
- 榊原郁恵　「かいつぶり」「たんぽぽ」「にわとり」「たこ」「いそのいきもの」「さんご」
- あき竹城　「やどかり」
- 天野ひろゆき　「やもり」
- 仲村トオル　「かぶとむし」
- 林家正蔵　「かめ」「かい」
- 林家三平　「くも」「だんごむし」「あめんぼ」「あまがえる」「あり」
- 杉山佳寿子　「つる」
- 西村知美　「こうもり」「春のまきば」
- 石田ひかり　「くまのみ」「林のとり」「へんしんする虫」
- 室井滋　「りす」「あかとんぼ」
- 田中真弓　「かわう」
- 柳沢慎吾　「せみ」
- 八嶋智人　「しか」
- TARAKO　「山の春夏秋冬」
- 田口浩正　「ふくろう」
- 内田順子　「ひがたのとり」「めだか」「森のねずみ」「あゆ」
- 岩崎ひろみ　「あしながばち」
- 見栄晴　「いのしし」「さけ」
- 石塚英彦　「池のいきもの」
- 佐藤B作　「庭のいきもの」
- 山口良一　「うま」
- 岸田敏志　「はくちょう」
- なぎら健壱　「きりぎりす」
- 高見恭子　「南の島の生きもの」　「雪の中の生き物」
- 松居直美　「あかてがに」　「からす」
- 亜蘭知子　「みつばち」
- 勝村政信　「もりあおがえる」
- 石井めぐみ　「ざりがに」
- 富田靖子　「こおろぎ」
- 高木均　「へび」
- 宮崎美子　「とかげ」
- 小倉久寛　「かいそうの森」
- 濱田マリ　「ゆきとこおり」
- 田野アサミ　「たつのおとしご」
- 坂田おさむ　「うし」
- 神崎ゆう子　「ひつじ」
- 速水けんたろう　「さんしょううお」
- 茂森あゆみ　「いもり」

## 音楽
音楽担当は堀井勝美。「ともだちいっぱい」から独立した1995年度より採用されたテーマ曲は、2022年の放送終了まで使用された。
なお、「ほたる」の回だけ、ほたるが暗闇で輝く幻想的な風景に合わせて、エンディングテーマがバラード調にアレンジされていた。また、「ともだちいっぱい しぜんとあそぼ」時代でも「みつばちはどこへ」「とんでもんしろちょう」などのインストゥルメンタル版など、本編内BGMを担当した。

## 撮影が行われたロケ地
- 大久野島（広島県） - 「うさぎ」
- 奈良公園（奈良県） - 「しか」
- 阿寒国際ツルセンター（北海道） - 「つる」
- 波勝崎モンキーベイ（静岡県） - 「さる」ロケが行われた当時は前身の波勝崎苑だった。
- 標津サーモン科学館（北海道） - 「さけ」